# Braccianosjön

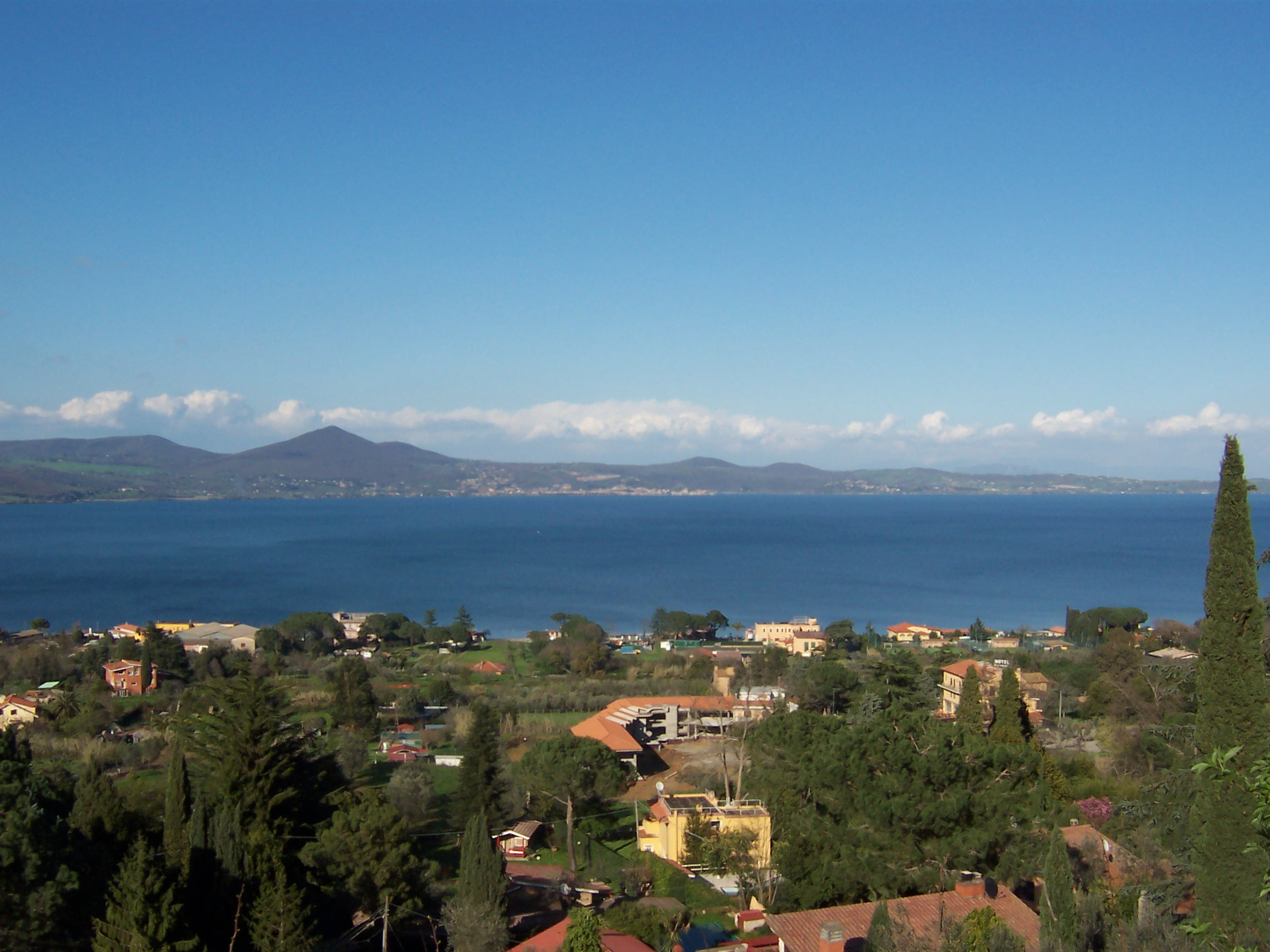
Braccianosjön.

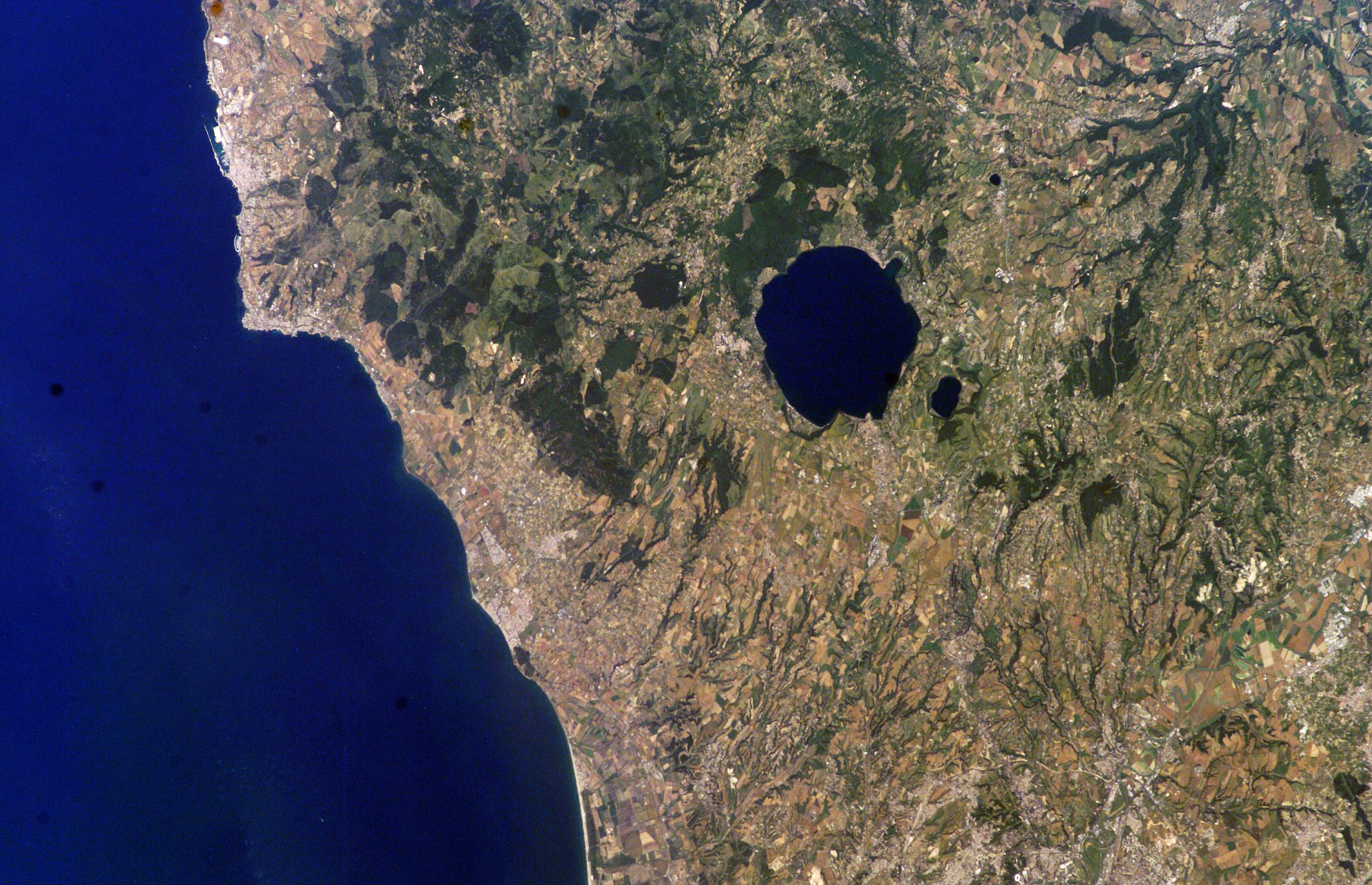
Braccianosjön sedd från rymden.

Braccianosjön (italienska: Lago di Bracciano) är en kratersjö i regionen Lazio i centrala Italien, belägen nordväst om huvudstaden Rom 164 meter över havet.
Braccianosjön är en närapå cirkelrund kratersjö med en omkrets på 31,5 km och ett största djup på 165 meter. Med en yta på 57 km² är det Italiens åttonde största sjö.
Sjön ligger i det vulkaniska området Monti Sabatini.
Tillsammans med Martignanosjön ingår den i naturskyddsområdet Parco Regionale di Bracciano-Martignano.
Utflödet från sjön är reglerat genom en fördämning som går ut i akvedukten Paolo och vidare till Rom.
Vid höga flöden tömmer vattnet sig i floden Arrone och vidare till Tyrrenska havet.
Den var under klassisk romersk tid känd som Lacus Sabatinus.